# Ulaka, Bloke
Ulaka je naselje v Občini Bloke.

## Prebivalstvo
Etnična sestava 1991:
- Slovenci: 37 (100 %)